# Kotyledone

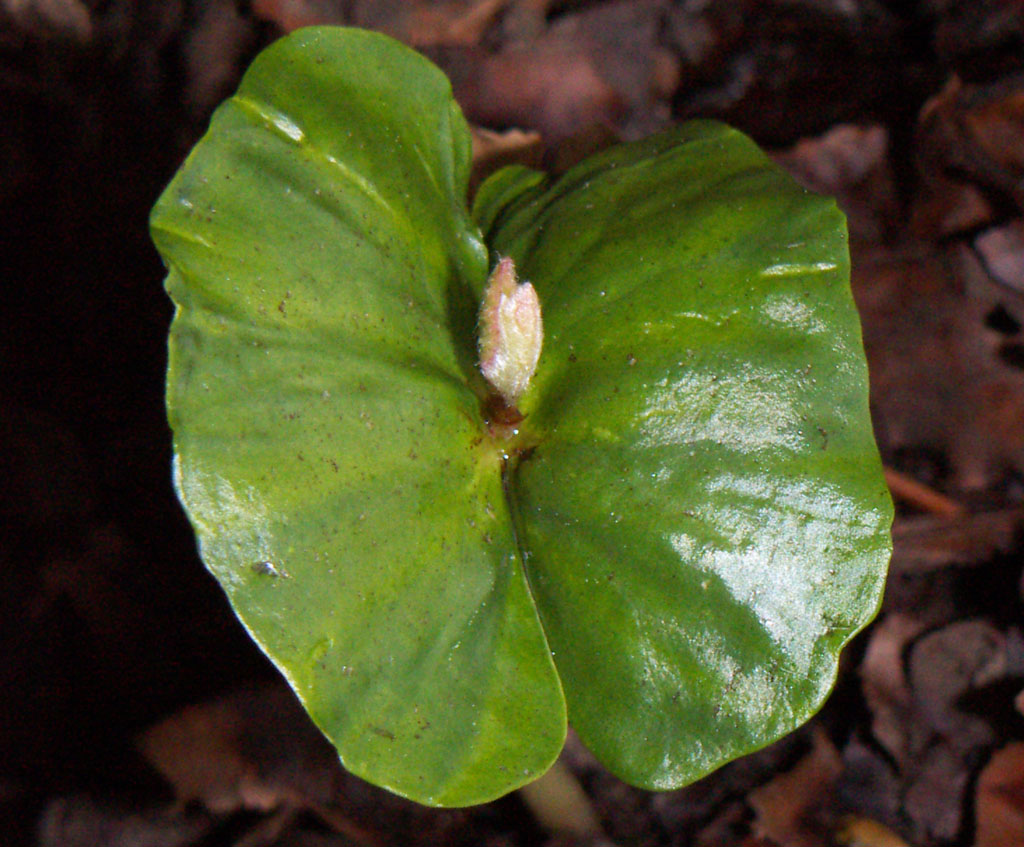
Kotyledonen eines Sämlings der Rot-Buche

Die Kotyledone oder der Kotyledo (Mehrzahl Kotyledonen), auch Keimblatt, früher Samenlappen, ist das Blatt des pflanzlichen Embryos. Das Fachwort kommt aus dem Griechischen.
Nacktsamige Pflanzen besitzen meist zwei bis zahlreiche Kotyledonen. Die Bedecktsamer wurden traditionell in die Monokotyledonen mit einem und die Dikotyledonen mit zwei Keimblättern unterteilt, eine systematische Unterteilung, die sich im Wesentlichen bis heute gehalten hat (mit Ausnahme der basalen Ordnungen).
Allerdings gibt es sehr selten auch Arten mit mehr als zwei Keimblättern, wie in der Familie der Olacaceae oder bei einigen Arten der Kolabäume in der Familie der Malvengewächse.

## Entwicklung einer Kotyledone
Die Embryogenese von Arabidopsis thaliana weist drei charakteristische morphologische Stadien auf. Zuerst wird durch ein präzises Muster sich anfänglich synchron teilender Zellen eine radialsymmetrische Zellkugel erzeugt, die man als globuläres Stadium des Embryos bezeichnet. Als Nächstes entstehen die Keimblattanlagen (Kotyledonenprimordien) durch schnelle Zellteilungen in zwei Bereichen auf jeder Seite des zukünftigen Apex der Sprossachse. Es bildet sich das bilateralsymmetrische Herzstadium. Schließlich entwickelt sich durch Streckungswachstum der Achse und Weiterentwicklung der Kotyledonen das Torpedostadium des Embryos. Bei vielen Arten wachsen die Kotyledonen nach dem Torpedostadium beträchtlich und steigern Zellzahl und Größe, bis sie fast 90 % der gesamten Embryomasse ausmachen.
Meist sind Kotyledonen stark reduzierte Blätter; bekannte Ausnahmen sind die leicht gefiederten Kotyledonen der Gartenkresse oder die kräftig entwickelten Keimblätter bei Ricinus.

## Besondere Funktionen

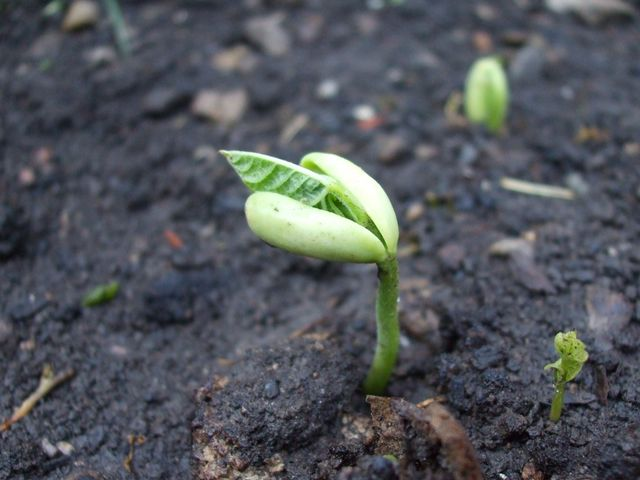
Keimblätter der Gartenbohne: zwischen den beiden Keimblättern ist die Entwicklung des ersten Primärblatts erkennbar

Kotyledonen sind die ersten Blätter einer keimenden Pflanze. Sie sitzen an einem besonderen Achsenabschnitt, dem Hypokotyl. Bei epigäischer (oberirdischer) Keimung wie beim  Radieschen gelangen sie aus der Samenschale über die Erdoberfläche, ergrünen dort und tragen anschließend zur Nährstoffproduktion bei. Bei hypogäischer (unterirdischer) Keimung dagegen, wie bei der Feuerbohne, verbleiben sie in der Samenschale, wo sie entweder als haustoriale Organe fungieren, die Nährstoffe aus dem umliegenden Nährgewebe aufsaugen, oder aber selbst bereits Speicherorgane sind wie beispielsweise in der Familie der Hülsenfrüchtler. Bohnen und Erbsen werden vor allem wegen ihrer eiweißreichen Kotyledonen verzehrt.
Aus der zwischen den Kotyledonen bereits angelegten Plumula entfalten sich die grünen Laubblätter, von denen die ersten als Primärblätter bezeichnet werden.

## Benennung
Der Name leitet sich ab vom antiken kotyle/cotyle/cotylicus (κοτύλη), das ein schalenförmiges Trinkgefäß (vgl. Skyphos) und, davon abgeleitet, ein Hohlmaß bezeichnete, welches mit einem solchen (geeichten) Gefäß abgemessen wurde (etwa 270 Kubikzentimeter). Der Name wurde in der frühen Neuzeit als medizinischer Fachausdruck für die Plazentallappen der Gebärmutter adaptiert. Carl von Linné führte sie 1735 als vermeintlich analoge Bildung zu den Embryonen der Wiederkäuer (Endometrium) als cotyledon in die Botanik ein.
Nathaniel Highmore erkannte die Kotyledonen 1651 als Blätter; Nehemiah Grew nennt sie 1682 die lobes of the seed (Samenlappen), im gleichen Jahr nennt John Ray sie folia seminalia (Samenblätter).